# Музеї Москви
 Список музеїв Москви
- Державний історичний музей
- Державний музей мистецтв народів Сходу
- Музей образотворчих мистецтв імені Пушкіна
- Політехнічний музей
- Музей російської гармоніки
- Музей Тропініна і московських художників його часу
- Театральний музей імені Бахрушина
- Музей давньоруського мистецтва імені Андрія Рубльова
- Музей шахів
- Російський музей лісу
- Музей літератури 20 століття
- Музей меблів
- Музей наївного мистецтва
- Музей каліграфії, Сучасний музей каліграфії в Росії
- Музей коневодства
- Музей Прикордонних військ
- Музей води (Москва)
- Музей історії водки
- Музей  історії Москви (Провіантські склади)
- Медичний музей
- Державний літературний музей
- Державний Дарвінський  музей
- Третьяковська галерея
- Інститут російського реалістичного мистецтва
- Державний центральний музей кіно
- Діамантовий фонд
- Архангельський собор
- Дзвіниця Іван Великий
- Музей російської ікони
- Благовіщенський собор
- Музей Большого театру
- Музей МХАТ
- Музей міського транспорту
- Музей Ігоря Талькова
- Музей сучасної історії Росії
- Музей холодної війни
- Музей пива «Очаково»
- Музей спорту у Лужниках
- Музей унікальних ляльок
- Музей екслібрису і мініатюрної книги, Москва
- Останкіно (садиба)
- Радіомузей РКК
- Музей-садиба Російський Парнас
- Єврейський музей і центр толерантності
- Любліно (садиба)
- Старий англійській двір
- Педагогічний музей Макаренка
- Патріарший палац і церква Дванадцяти апостолів
- Музей-панорама «Бородинськая битва»
- Музей-клуб Кунцево
- Кусково
- Музей художнього текстилю
- Центральний будинок авіації і космонавтики
- Палеонтологічний музей імені Орлова
- Музей-садиба Л. М. Толстого
- Державний музей О. С. Пушкіна
- Музей Храму Христа Спасителя
- Музей РГГУ «Другое искусство» (Музей РГГУ «Інше мистецтво»)
- Музей творчості і побуту у ГУЛАГі при товаристві  «Меморіал»
- Музей-садиба Ізмайлово
- Царицино
- Музей археології
- Музей Чеський центр
- Музей Антропології МГУ
- Музей Успенський собор
- Музей «Оружейна палата»
- Московський планетарій
- Московский музей сучасного мистецтва
- Державний науково-дослідний музей архітектури імені Щусєва
- Державний центральний музей музичної культури імені Глинки
- Музей російської садибної культури
- Московський музей анімації
- Будинок-музей Шаляпіна
- Дім Гоголя